# Canton de Saint-Chély-d'Aubrac
Le canton de Saint-Chély-d'Aubrac est une ancienne division administrative française située dans le département de l'Aveyron et la région Midi-Pyrénées.

## Géographie
Ce canton était organisé autour de Saint-Chély-d'Aubrac dans l'arrondissement de Rodez. Son altitude variait de 465 m (Condom-d'Aubrac) à 1 440 m (Condom-d'Aubrac) pour une altitude moyenne de 855 m.

### Zone Natura 2000
Le plateau central de l'Aubrac aveyronnais a été classé en zone Natura 2000
,.

## Histoire
- De 1833 à 1848, les cantons de Saint-Geniez, Laguiole et Saint-Chély avaient le même conseiller général. Le nombre de conseillers généraux était limité à 30 par département[3].
- 10 septembre 1926 : l'arrondissement d'Espalion est supprimé à la suite du décret Poincaré. Le canton de Saint-Chély est transféré à l'arrondissement de Rodez.
- 1936 : le canton de Saint-Chély prend le nom de canton de Saint-Chély-d'Aubrac.

## Administration

### Conseillers généraux de 1833 à 2015
| Période | Période      | Identité                    | Étiquette              | Qualité |
| ------- | ------------ | --------------------------- | ---------------------- | --- |
| 1833    | 1842         | Simon Rogery (1773-1843)    |                        | Médecin Maire de Saint-Geniez-d'Olt (1804-1843)                                                                                      |
| 1842    | 1848         | Jean-Louis François Séguret |                        | Maire de Saint-Geniez-d'Olt (1843-1848)                                                                                              |
| 1848    | 1861         | Philippe Régis Gaubert      |                        | Juge de paix de Saint-Geniès, conseiller d'arrondissement                                                                            |
| 1861    | 1871         | Benjamin Affre              |                        | Maire d'Espalion (1854-1868) |
| 1871    | 1878 (décès) | Léon Baduel                 |                        | Licencié en droit, avocat |
| 1878    | 1886         | Comte Auguste de Roquefeuil | Républicain            | Maire de Saint-Chély-d'Aubrac (1881-1886)                                                                                            |
| 1886    | 1898         | Casimir Bernié              | Républicain            | Notaire, maire de Saint-Chély-d'Aubrac (1886-1892 et 1896-1899)                                                                      |
| 1898    | 1904         | Pierre-Jean Niel            | Conservateur           | Propriétaire à Aulos, Saint-Chély-d'Aubrac                                                                                           |
| 1904    | 1910         | Clément Bonal               | Républicain            | Maire de Saint-Chély-d'Aubrac (1899-1912), conseiller d'arrondissement                                                               |
| 1910    | 1919         | Joseph Massabuau            | Act.lib.               | Avocat et viticulteur Député (1898-1914) Sénateur (1921-1930)                                                                        |
| 1919    | 1940         | Joseph Pradel (1858-1947)   | URD                    | Propriétaire à Bonnefon (Saint-Chély)                                                                                                |
|         |              |                             |                        | |
| 1945    | 1964         | Jean Capoulade              | DVD                    | Médecin à Espalion, propriétaire aux Toudes                                                                                          |
| 1964    | 1970         | Raymond Cayrel              | RI                     | Agriculteur Maire de Saint-Chély-d'Aubrac (1959-1995) Suppléant du député Roland Boscary-Monsservin (1958-1962) Sénateur (1993-1995) |
| 1970    | 1976         | Maurice Solignac            | DVD                    | Éleveur à Saint-Chély-d'Aubrac |
| 1976    | 2001         | Raymond Cayrel              | RI puis UDF-PR puis DL | Agriculteur Sénateur (1993-1995) Maire de Saint-Chély-d'Aubrac (1959-1995)                                                           |
| 2001    | 2008         | Antoine Raymon              | DVD                    | Eleveur à Saint-Chély-d'Aubrac |
| 2008    | 2015         | Jean-Claude Fontanier       | DVD                    | Retraité Maire de Saint-Chély-d'Aubrac (1995-2014)                                                                                   |

### Résultats électoraux détaillés
- Élections cantonales de 2001 : Antoine Raymon (Divers droite) est élu au second tour avec 50,57 % des suffrages exprimés, devant Jean-Claude Fontanier (DL) (49,43 %). Le taux de participation est de 83,53 % (624 votants sur 747 inscrits)[6].
- Élections cantonales de 2008 : Jean-Claude Fontanier (Divers droite) est élu au premier tour avec 64,41 % des suffrages exprimés, devant Antoine Raymon (Divers droite) (35,59 %). Le taux de participation est de 88,84 % (645 votants sur 726 inscrits)[7].

### Conseillers d'arrondissement (de 1833 à 1940)
Le canton de Saint-Chély faisait partie de l'arrondissement d'Espalion jusqu'en 1926, date de sa disparition.
| Période                                  | Période      | Identité                                  | Étiquette    | Qualité |
| ---------------------------------------- | ------------ | ----------------------------------------- | ------------ | --- |
| 1833                                     | 1848         | Philippe Régis Gaubert                    |              | Juge de paix, ancien maire de Saint-Chély-d'Aubrac (1813-1821), propriétaire aux Privats                    |
| 1848                                     | 1852         | Amans Finet (1796-1861)                   |              | Propriétaire à Aulos, Saint-Chély-d'Aubrac                                                                  |
| 1852                                     | 1857 (décès) | Jean Victor Auguste Galdemar (1801-1857)  |              | Juge de paix à Saint-Chély-d'Aubrac                                                                         |
| 1857                                     | 1871         | Casimir Mignac                            |              | Maire de Saint-Chély-d'Aubrac (1848-1870)                                                                   |
| 1871                                     | 1880         | François-Joseph Bernier                   |              | Maire de Saint-Chély-d'Aubrac (1848-1870)                                                                   |
| 1880                                     | 1886         | Clément Bonal                             | Républicain  | Propriétaire au Pouget, Saint-Chély-d'Aubrac                                                                |
| 1886                                     | 1895         | Jean-Pierre Valette (1846-1913)           |              | Propriétaire à Saint-Chély-d'Aubrac, maire de Condom-d'Aubrac de 1888 à 1896                                |
| 1895                                     | 1901         | Clément Bonal                             | Républicain  | Propriétaire au Pouget, Saint-Chély-d'Aubrac                                                                |
| 1901                                     | 1913         | Antoine-Elysée-Célestin Albin (1871-1936) |              | Greffier de la justice de paix à Saint-Chély-d'Aubrac                                                       |
| 1913                                     | 1919         | Célestin Raynal                           |              | Marchand, maire de Saint-Chély-d'Aubrac de 1912 à 1914                                                      |
| 1919                                     | 1923         | Jules Fabre                               | Libéral      | Notaire, maire de Saint-Chély-d'Aubrac (1914-1923)                                                          |
| 1923                                     | 1925         | Auguste Baldit                            |              | Propriétaire à Touzes, Saint-Chély-d'Aubrac                                                                 |
| 1925                                     | 1937         | Hippolyte Lemouzy                         |              | Propriétaire à Vergnolles, Saint-Chély-d'Aubrac                                                             |
| 1937                                     | 1940         | Eugène Raynal                             | Conservateur | Maire de Saint-Chély-d'Aubrac (1929-1945)                                                                   |
| 1940                                     |              |                                           |              | Les conseils d'arrondissement ont été suspendus par la loi du 12 octobre 1940 et n'ont jamais été réactivés |
| Les données manquantes sont à compléter. |              |                                           |              | |

## Composition
Le canton de Saint-Chély-d'Aubrac, d'une superficie de 125 km2, était composé de deux communes
.
| Nom                              | Code Insee | Intercommunalité               | Superficie (km2) | Population (dernière pop. légale) | Densité (hab./km2) |
| -------------------------------- | ---------- | ------------------------------ | ---------------- | --------------------------------- | ------------------ |
| Saint-Chély-d'Aubrac (chef-lieu) | 12214      | CC Aubrac, Carladez et Viadène | 78,65            | 544 (2014)                        | 6,9                |
| Condom-d'Aubrac                  | 12074      | CC Aubrac, Carladez et Viadène | 46,08            | 304 (2014)                        | 6,6                |

## Démographie

### Évolution démographique
| 1962  | 1968  | 1975 | 1982 | 1990 | 1999 | 2006 | 2011 | 2012 |
| ----- | ----- | ---- | ---- | ---- | ---- | ---- | ---- | ---- |
| 1 332 | 1 197 | 988  | 892  | 896  | 881  | 863  | 863  | 853  |

### Âge de la population
La pyramide des âges, à savoir la répartition par sexe et âge de la population, du canton de Saint-Chély-d'Aubrac en 2009 ainsi que, comparativement, celle du département de l'Aveyron la même année sont représentées avec les graphiques ci-dessous.
La population du canton comporte 50,7 % d'hommes et 49,3 % de femmes. Elle présente en 2009 une structure par grands groupes d'âge plus âgée que celle de la France métropolitaine. 
Il existe en effet 45 jeunes de moins de 20 ans pour cent personnes de plus de 60 ans, alors que pour la France l'indice de jeunesse, qui est égal à la division de la part des moins de 20 ans par la part des plus de 60 ans, est de 1,06. L'indice de jeunesse du canton est également inférieur à celui  du département (0,67) et à celui de la région (0,89).
| Hommes | Classe d’âge | Femmes |
| ------ | ------------ | ------ |
| 1,4    | 90 ans ou +  | 2,1    |
| 11,2   | 75 à 89 ans  | 20,2   |
| 23,3   | 60 à 74 ans  | 18,5   |
| 24,4   | 45 à 59 ans  | 22,3   |
| 16,0   | 30 à 44 ans  | 16,0   |
| 9,4    | 15 à 29 ans  | 5,9    |
| 14,4   | 0 à 14 ans   | 15,0   |

| Hommes | Classe d’âge | Femmes |
| ------ | ------------ | ------ |
| 0,6    | 90 ans ou +  | 1,7    |
| 10,2   | 75 à 89 ans  | 14,2   |
| 16,9   | 60 à 74 ans  | 17,5   |
| 21,6   | 45 à 59 ans  | 20,3   |
| 18,9   | 30 à 44 ans  | 17,8   |
| 15,1   | 15 à 29 ans  | 13,4   |
| 16,7   | 0 à 14 ans   | 15,1   |